# ماروتزا
ماروتزا (به لاتین: Maroteza) یک منطقهٔ مسکونی در ماداگاسکار است که در وندروزو واقع شده‌است. ماروتزا ۱۸٬۰۰۰ نفر جمعیت دارد و ۲۵۶ متر بالاتر از سطح دریا واقع شده‌است.